# Matvei Safonov
Matvei Yevgenyevich Safonov (tiếng Nga: Матвей Евгеньевич Сафонов; sinh ngày 25 tháng 2 năm 1999) là một cầu thủ bóng đá người Nga thi đấu ở vị trí thủ môn cho câu lạc bộ Ligue 1 Paris Saint-Germain và đội tuyển bóng đá quốc gia Nga.

## Sự nghiệp câu lạc bộ
Anh có màn ra mắt tại Giải bóng đá ngoại hạng Nga cho F.K. Krasnodar vào ngày 13 tháng 8 năm 2017 trong trận đấu với F.K. Amkar Perm.

## Thống kê sự nghiệp

### Câu lạc bộ
Tính đến 24 tháng 5 năm 2025
| Câu lạc bộ          | Mùa giải            | Giải đấu               | Giải đấu | Giải đấu | Cúp quốc gia | Cúp quốc gia | Châu lục | Châu lục | Khác | Khác | Tổng cộng | Tổng cộng |
| Câu lạc bộ          | Mùa giải            | Hạng đấu               | Trận     | Bàn      | Trận         | Bàn          | Trận     | Bàn      | Trận | Bàn  | Trận      | Bàn       |
| ------------------- | ------------------- | ---------------------- | -------- | -------- | ------------ | ------------ | -------- | -------- | ---- | ---- | --------- | --------- |
| Krasnodar-2         | 2017–18             | Russian Second League  | 1        | 0        | —            | —            | —        | —        | 3    | 0    | 4         | 0         |
| Krasnodar-2         | 2018–19             | Russian First League   | 16       | 0        | —            | —            | —        | —        | 3    | 0    | 19        | 0         |
| Krasnodar-2         | 2020–21             | Russian First League   | 1        | 0        | —            | —            | —        | —        | —    | —    | 1         | 0         |
| Krasnodar-2         | Tổng cộng           | Tổng cộng              | 18       | 0        | —            | —            | —        | —        | 6    | 0    | 24        | 0         |
| Krasnodar           | 2017–18             | Russian Premier League | 1        | 0        | 0            | 0            | 0        | 0        | –    | –    | 1         | 0         |
| Krasnodar           | 2018–19             | Russian Premier League | 14       | 0        | 2            | 0            | 5        | 0        | –    | –    | 21        | 0         |
| Krasnodar           | 2019–20             | Russian Premier League | 27       | 0        | 0            | 0            | 6        | 0        | –    | –    | 33        | 0         |
| Krasnodar           | 2020–21             | Russian Premier League | 21       | 0        | 0            | 0            | 6        | 0        | —    | —    | 27        | 0         |
| Krasnodar           | 2021–22             | Russian Premier League | 27       | 0        | 0            | 0            | —        | —        | —    | —    | 27        | 0         |
| Krasnodar           | 2022–23             | Russian Premier League | 27       | 0        | 9            | 0            | —        | —        | —    | —    | 36        | 0         |
| Krasnodar           | 2023–24             | Russian Premier League | 30       | 0        | 0            | 0            | —        | —        | —    | —    | 30        | 0         |
| Krasnodar           | Tổng cộng           | Tổng cộng              | 147      | 0        | 11           | 0            | 17       | 0        | —    | —    | 175       | 0         |
| Paris Saint-Germain | 2024–25             | Ligue 1                | 10       | 0        | 5            | 0            | 2        | 0        | 0    | 0    | 17        | 0         |
| Tổng cộng sự nghiệp | Tổng cộng sự nghiệp | Tổng cộng sự nghiệp    | 175      | 0        | 16           | 0            | 19       | 0        | 6    | 0    | 216       | 0         |

1. ↑  Bao gồm Russian Cup, Coupe de France
2. 1 2  Số lần ra sân tại FNL Cup
3. ↑  Số lần ra sân tại UEFA Europa League
4. ↑  Ba lần ra sân tại UEFA Champions League, ba lần ra sân tại UEFA Europa League
5. 1 2  Số lần ra sân tại UEFA Champions League

### Quốc tế
Tính đến 6 tháng 6 năm 2025
| Đội tuyển quốc gia | Năm       | Trận | Bàn |
| ------------------ | --------- | ---- | --- |
| Nga                | 2021      | 8    | 0   |
| Nga                | 2023      | 4    | 0   |
| Nga                | 2024      | 2    | 0   |
| Nga                | 2025      | 1    | 0   |
| Tổng cộng          | Tổng cộng | 15   | 0   |

## Danh hiệu
Paris Saint-Germain
- Ligue 1: 2024–25[3]
- Coupe de France: 2024–25[4]
- Trophée des Champions: 2024[5]
- UEFA Champions League: 2024–25[6]
- UEFA Super Cup: 2025[7]
- FIFA Club World Cup á quân: 2025[8]